# Malsburger Wald

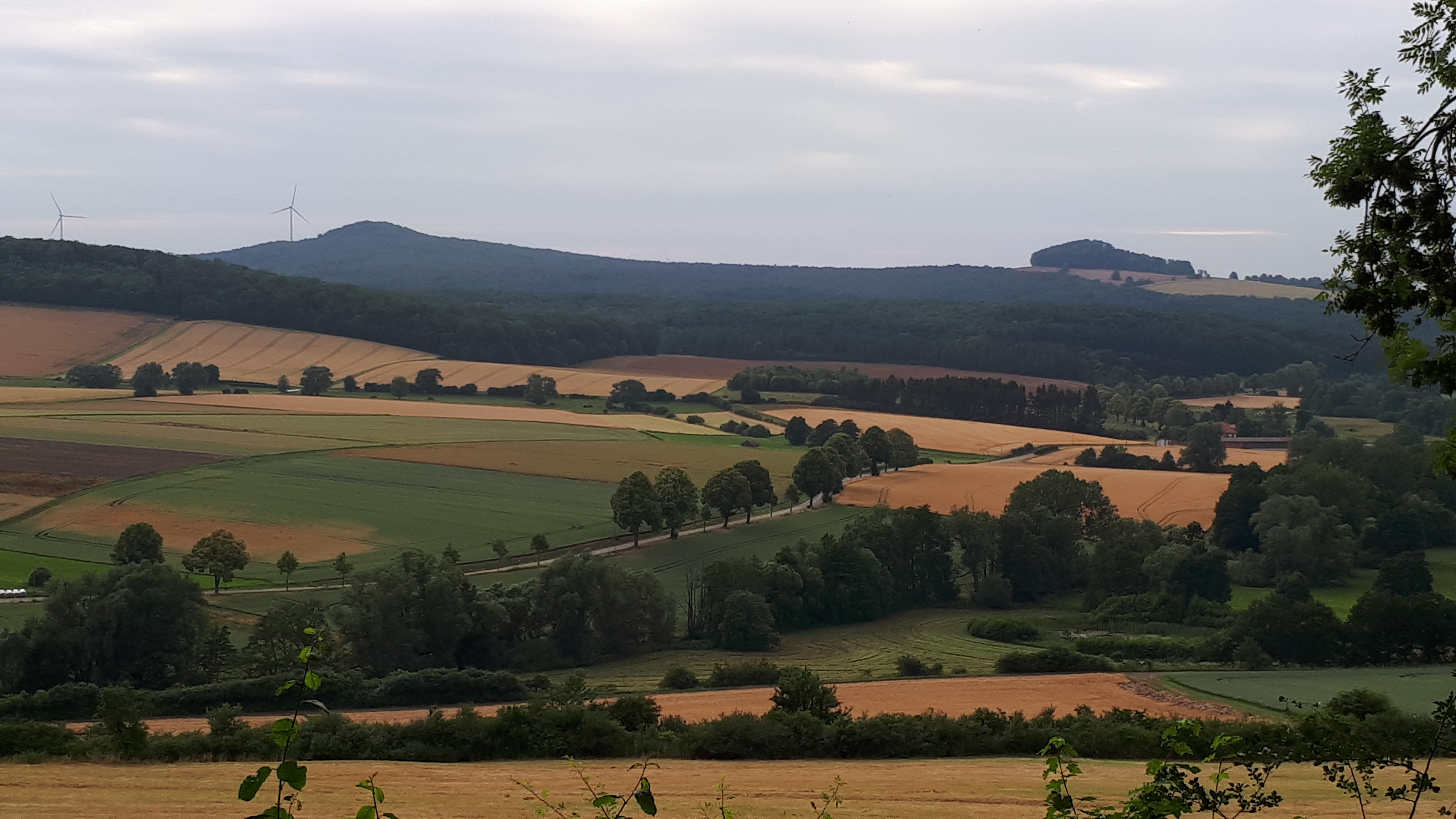
Malsburger Wald: Links der Escheberg und rechts der Malsberg, auf dem sich die Burgruine Malsburg befindet

Der Malsburger Wald ist der am Escheberg bis 448,9 m ü. NHN hohe und etwa 39,06 km² große Nordteil des Habichtswälder Berglandes im Norden der Gemarkung Zierenbergs im nordhessischen Landkreis Kassel. Seine äußeren Nordausläufer am Igelsbett liegen in den Gemeindegebieten von Calden und Breuna.

## Naturräumliche Zuordnung
Der Malsburger Wald bildet in der naturräumlichen Haupteinheitengruppe Westhessisches Berg- und Senkenland (Nr. 34) bzw. in der Haupteinheit Habichtswälder Bergland (342) den Naturraum 342.4.

## Lage und Grenzen
Der fast vollständig bewaldete Malsburger Wald, wird von der nach Norden verlaufenden Warme durchflossen und dadurch in einen größeren West- und einen kleineren Ostteil aufgegliedert. Begonnen an deren südlichem Einfluss in den Wald wird er im Uhrzeigersinn von den folgenden Ortschaften eingegrenzt:
- Rangen (Hof nördlich der Kernstadt von Zierenberg) – östlicher Süden
- Friedrichsaue (Weiler nordwestlich der Kernstadt von Zierenberg) – Süden
- Oberelsungen (Zierenberg) – westlicher Süden
- Niederelsungen (Stadt Wolfhagen) – Südwesten
- Breuna – Westen
- Oberlistingen und Niederlistingen (beide Breuna) – Norden
- Obermeiser und Westuffeln (beide Calden) – Nordosten
- Ehrsten (Calden) – Südosten

Im Inneren des Waldes liegen am Lauf der Warme die kleinen Ortschaften Laar und Hohenborn. In kleineren Rodungen befinden sich westlich des Flusses die Burgruine Malsburg, nördlich dieser das Gut Sieberhausen und im Südwesten Escheberg – alle zur Stadt Zierenberg gehörig.
Im äußeren Süden reicht ein Waldstück mit der Burgruine Falkenberg bis unmittelbar nördlich der Hinterhabichtswälder Kuppen; östlich, korridorartig auch südlich der Kuppen liegt die Habichtswälder Senke, die sich an den zentralen Süden des Malsburger Waldes anschließt. Im Südosten schließen sich an den Schartenberg mit der Burgruine Schartenberg nach Süden fließend die Schreckenberge als Norden des Naturraumes Dörnberg und Schreckenberge an. Alle diese Landschaften sind ebenfalls Teile des Habichtswälder Berglandes.
Nach Osten grenzt der Wald an die Westuffelner Senke als Teil der Westhessischen Senke, im Norden und im Nordwesten schließen sich in den Beverplatten und der Diemelbörde Landschaften an, die zur Haupteinheitengruppe Niedersächsisches Bergland gehören. Die Elsunger Senke im Südwesten gehört demgegenüber zu den Ostwaldecker Randsenken.

## Fließgewässer
Der Malsburger Wald gehört zum Flussgebiet der Diemel, die etwa 5 km nördlich des Waldes etwa in Richtung Nordosten fließt.
Sein Südwestteil wird von der Dase, einem Zufluss der Erpe, die über die Twiste zur Diemel entwässert, fast tangiert. Nördlich davon entspringt im Westen des Waldes der Bach vom Schlüsselgrund, der über den weiter nordöstlich, an der nordwestlichen Abdachung entspringenden Calenberger Bach zur Diemel entwässert.
Der Norden des Waldes wird vom in östliche Richtungen fließenden Ruhrbach passiert, der nordöstlich des Waldes in die Warme mündet. Die Warme selber durchfließt den Wald östlich zentral von Süden nach Norden, ihr Zufluss Nebelbeeke rahmt den Naturraum von Osten her ein.

## Berge
Zu den Erhebungen des Malsburger Waldes gehören mit Angabe der jeweiligen Lage in dessen West- oder Ostteil – nach Höhe in Meter (m) über Normalhöhennull (NHN) sortiert:
- Escheberg (448,9 m) – Zentrum des Westteiles, nördlich von Escheberg
- Malsberg (405,6 m; Burgruine Malsburg; in Gipfellagen bewaldet) – Osten des Westteiles, westnordwestlich von Laar
- Schartenberg (403,9 m; Burgruine Schartenberg) – äußerer Süden des Ostteiles, an Nahtstelle zu Schreckenbergen, nördlich Zierenbergs
- Igelsbett (373,8 m) – äußerer Nordausläufer an Gemarkungsgrenzen von Zierenberg, Breuna und Calden
- Steinberg (363,7 m) – Westrand des Westteiles, östlich Breunas
- Falkenberg (361,6 m; Burgruine Falkenberg) – Südostausläufer des Westteiles, nördlich von Friedrichsaue
- Hirschköpfchen (331,4 m) – Norden des Ostteiles, östlich von Laar
- Bildstein (282,8 m) – äußerer Norden des Ostteiles, östlich von Hohenborn